# Alcohol You
«Alcohol You» (букв. «Алкоголь ты», игра слов с англ. I`ll Call You — «Я позвоню тебе») — песня румынской певицы Roxen, выпущенная в цифровом формате 21 февраля 2020 года под лейблом Global Records. Текст был написан Ионуцем Армашем и Бреяном Исааком, песню продюсировал Вики Ред. В результате внутреннего отбора вещателя Roxen была выбрана представителем Румынии на «Евровидении-2020», после этого песня стала победителем национального отбора (рум. Selecția Națională 2020), но конкурс был отменён из-за угрозы пандемии COVID-19.
В музыкальном плане песня представляет собой балладу, в которой затрагиваются такие эмоции, как грусть, отчаяние, надежда и ностальгия, а также обретение внутреннего покоя. Песня имеет минималистичное звучание, вдохновлённое Билли Айлиш. Песня в целом была положительно воспринята музыкальными критиками, оценившими её за текст и вокал. В клипе, снятом режиссёром Богданом Пэуном, Roxen предстаёт перед неоновым портретом самой себя в сочетании со световыми и дымовыми эффектами.

## Предыстория и композиция
Слова песни были написаны Бреяном Исааком и Ионуцем Армашем. Продюсированием композиции занимался Вики Ред. 21 февраля 2020 года песня вышла для скачивания под лейблом Global Records. Текст баллады посвящен поиску внутреннего покоя и сфокусирован вокруг различных эмоций: грусти, отчаяния, надежды и ностальгии. На протяжении всей песни повторяется её название, которое обыгрывается по созвучию с «I`ll Call You» (с англ. — «Я позвоню тебе»). Для участия песни на «Евровидении-2020» завершающая часть песни была подвергнута изменениям, в него были добавлены новые партии струнных и перкуссии, которые, по мнению обозревателя Wiwibloggs, создают «взрывной финал».

## Отзывы критиков
Музыкальные критики в целом положительно оценили песню. Майкл Оутерсон из EuroVisionary высоко оценил оригинальный выбор названия. Румынское телевидение назвало её «настоящим гимном всеобщей любви». Критики отметили минималистичное звучание, отсылающее к творчеству Билли Айлиш. В коллективной рецензии ESCUnited на песню были отмечены эмоциональное наполнение песни, её текст, а также вокальное исполнение Roxen. Критики, однако, спорили по поводу оправданности использования игры слов в тексте, отметив в качестве недостатка отсутствие «подходящего хука». Что касается вокала Roxen, один из сотрудников ESCUnited отметил, что у певицы «такой скрипучий инди-голос, из-за которого искажаются односложные слова (mind — my-eye-und, line — lye-eye-ine и т. д.)». Робин Галлахер из Wiwibloggs отозвалась о названии песни негативно, сказав, что оно «кажется, нацелено на фанатов шуток-каламбуров», но одобрила «мрачный и печальный» текст. В итоговом обзоре Wiwibloggs, содержащем несколько отзывов от критиков, песня получила оценку 7,35 из 10 баллов. Румынский музыкант Хория Мокулеску негативно отозвался о песне, отметив что «Alcohol You» напоминает песню «Da, mamă» (2015) Делии.

## Музыкальные клипы и продвижение
Лирик-клип был снят режиссёром Богданом Пэуном и загружен на YouTube 21 февраля 2020 года. Съемки был доверены Loops Production, Александру Мурешан выступил в качестве оператора-постановщика, а Михай Сигинаш занялся графической составляющей видеоклипа. Видео начинается с кадра Roxen на фоне неонового портрета её самой. По ходу клипа текст песни закручивается вокруг неё, кроме того, используются световые и дымовые эффекты; критик Wiwibloggs Ангус Куинн написал, что это при просмотре клипа возникает ощущение, будто бы зритель оказывается под водой. Видео заканчивается мигающим светом и Roxen, «гипнотически протягивающей руки к камере». Кроме того, команда также сняла концертную версию клипа на песню (Crystal Freckles Session), которая была выпущена 25 февраля. Для продвижения композиции Roxen исполнила её на La Măruță 27 февраля, а также на Virgin Radio 3 марта. Находясь на карантине во время пандемии COVID-19, видео исполнения песни Roxen в своей спальне были показаны во время мероприятия PreParty ES 12 апреля, а также во время серии домашних концертов Евровидения 1 апреля.

## На Евровидении

### Национальный отбор
31 января 2020 года Румынское телевидение объявило о сотрудничестве с Global Records для отбора представителя Румынии на «Евровидение-2020» в Роттердаме. 11 февраля Roxen была объявлена представителем страны. 21 февраля были представлены 5 возможных песен, с одной из которых Roxen должна была отправиться в Роттердам: «Alcohol You», «Beautiful Disaster», «Cherry Red», «Colors» и «Storm». Эти композиции участвовали в Selecția Națională 2020, из которых жюри и зрители должны были выбрать песню, которая будет представлять Румынию на Евровидении. «Alcohol You» стала победителем, набрав в общей сложности десять баллов, включая максимальные пять баллов от жюри и телеголосования. Её выступление было срежиссировано Богданом Пэуном при содействии оператора Дана Манолиу. На круглой сцене был помещён огромный светодиодный экран размером около 300 квадратных метров. Roxen была одета в белое платье с чёрным кружевным верхом; во время своего номера она взаимодействовала со своим зеркальным отражением на светодиодном экране. Флориан Ран из Wiwibloggs описал выступление как «проникновенное и эмоциональное», отметив «тёмную и таинственную» постановку.

### В Роттердаме
Конкурс песни Евровидение-2020 должен был состояться в Rotterdam Ahoy в Роттердаме, и состоять из двух полуфиналов 12 и 14 мая и финала 16 мая 2020 г. Согласно правилам Евровидения, каждая страна, кроме страны-хозяйки и «Большой пятёрки» (Франция, Германия, Италия, Испания и Великобритания), должна была пройти отбор в одном из двух полуфиналов для участия в финале; десять лучших стран из каждого полуфинала должны были пройти в финал. В январе 2020 года было объявлено, что Румыния выступит во второй половине первого полуфинала. Однако 18 марта EBU объявил об отмене мероприятия в связи с угрозой пандемии COVID-19. Хотя Румынское телевидение рассматривало возможность отправить песню «Alcohol You» для участия в конкурсе Евровидение-2021, ЕВС объявил, что песни 2020 года не имеют права участвовать в следующем году. Позже Roxen участвовала в «Евровидении-2021» с песней «Amnesia».

### Альтернативные песенные конкурсы
Некоторые из вещательных компаний, которые должны были принять участие Евровидении-2020, организовали альтернативные конкурсы. В апреле 2020 года австрийский телеканал ORF провёл Der kleine Song Contest, в которой каждый участник был определён в один из трёх полуфиналов. Для оценки каждой песни было выбрано жюри, состоящее из десяти исполнителей, представлявших Австрию на Евровидении ранее; в финальный раунд выходили участники, занявшие лучшие места в каждом полуфинале. В первом полуфинале 14 апреля «Alcohol You» заняла седьмое место среди 14 песен, набрав 61 балл. Песня также безуспешно участвовала в «Eurovision 2020 — das deutsche Finale» (проводимое Norddeutscher Rundfunk) и «Sveriges 12:a» (проводимое Sveriges Television) 9 мая.

## Издания
- Официальные версии[A]

1. Alcohol You — 2:55
2. Alcohol You (Soundland Remix) — 3:08

## История релиза
| Регион    | Дата            | Формат              | Издатель       | Прим. |
| --------- | --------------- | ------------------- | -------------- | ----- |
| Различные | 21 февраля 2020 | Цифровое скачивание | Global Records | [ 2 ] |

## Комментарии
1. ↑  То есть все версии, официально выпущенные для цифрового скачивания[2][36].